# Гродненське воєводство
53°40′00″ пн. ш. 23°50′00″ сх. д. / 53.666666666667° пн. ш. 23.833333333333° сх. д.
Гро́дненське воєводство — історична адміністративно-територіальна одиниця у складі Великого князівства Литовського, що існувала в 1793–1795 роках. Адміністративний центр — Гродно.
За рішенням Гродненського сейму Гродненський та Мерецький повіти виділено в окреме воєводство. Після приєднання до Російської імперії за результатами третього поділу Речі Посполитої 1795 територія увійшла у Віленську губернію.

## Адміністративно-територіальний розділ

### Гродненська земля
Гродненська, Азерська, Теалінська, Госька, Квасовська, Мастовська, Ейсмантівська, Ліпська, Краснаборська, Каменська, Індурська, Лунянська, Великоберестовицька, Рачковська, Вигерська, Філіповська, Праросьленська, Віжанська, Єленівська, Краснопільська, Сейненська, Берницька, Яновецька, Шниборська та Бакаларавська парафії.

### Волковиська земля
Складалася з минулих парафій, окрім Яловської, яка відійшла до Сокольської землі та Реплянської і Вовпської.

### Сокулківська земля
Складалася з парафій Гродненського повіту, окрім тих, що відійшли до Мерезької землі.

## Урядовці
- Воєвода — Антоній Соходольський (7 березня 1794–1795)
- Каштелян — Казимир Вольмер (12 січня(26 жовтня) 1794–1795)